# Pro Hart
Kevin Charles « Pro » Hart (30 mai 1928 à Broken Hill — 28 mars 2006) est un peintre et sculpteur australien qui est considéré comme le père du mouvement Outback de la peinture australienne et ses œuvres sont largement admirées pour avoir véritablement saisi l’esprit de l’outback. Dans sa jeunesse, à son travail, on le surnomme "le Professeur" (d’où le "Pro" de son nom) pour ses nombreuses trouvailles.

## Biographie

### Jeunesse
Hart grandit dans l’élevage familial de moutons et fait ses études par correspondance, sous la surveillance de sa mère. Jeune homme, il travaille dans les mines de Broken Hill alors qu’il a commencé à peindre à l’âge de sept ans. Il abandonne la mine et se consacre entièrement à la peinture à partir de 1958 et organise sa première exposition à la Galerie Bonython, à Adélaïde en 1962.

### Hart Gallery
Bien qu’il soit connu dans le monde entier, Pro Hart reste toujours étroitement attaché à sa terre et continue de vivre à Broken Hill, où il fonde sa propre galerie d’art pour exposer ses œuvres et celles d’autres artistes australiens, telles que la collection d’illustrations de Thyrza Davey pour son livre Waiting for May en 1984. Dans les années 1970 et 1980, il organise des expositions en Angleterre, aux États-Unis, en Israël et en Égypte. 

### Œuvres
Ses tableaux, habituellement peints à l’huile ou à l’acrylique, représentent des scènes de la vie de Broken Hill — dont elles montrent l’actualité — et certains sujets religieux. Ses illustrations pour le recueil de poèmes d’Henry Lawson montrent son sens aigu de l’observation des caractères associé à un esprit plein d’humour. Il est également sculpteur, travaillant le fer, le bronze et la céramique. 
Pro Hart est connu pour ses techniques novatrices y compris son Cannons Painting, technique qui consiste à remplir de peinture une boule de sapin de Noël et à la projeter ensuite sur la toile et son Balloon Painting qui consiste à faire tomber de la peinture sur une toile à partir d’un ballon à air chaud. En 2002, il utilise son propre ADN comme marque d’authenticité de ses peintures. 

### Passe-temps
Il amasse les voitures de collection et les motocycles, invente de nombreux types de moteurs et de machines. Il aime tirer au pistolet, lire la Bible et jouer de l’orgue. 

### Dernières années
Pro Hart développe une sclérose latérale amyotrophique et meurt aux premières heures du 28 mars 2006. Il avait été incapable de peindre pendant les six derniers mois de sa vie. Des funérailles nationales sont organisées pour lui le 4 avril 2006 à Broken Hill où il est enterré.